# Дівчина повертається сама вночі додому
Ді́вчина поверта́ється сама́ вночі́ додо́му (перс. دختری در شب تنها به خانه می‌رود Dokhtari dar šab tanhâ be xâne miravad) — американський вестерн жахів 2014 року перською мовою сценариста і режисера Ани Лілі Амірпур. Розрекламований як «Перший іранський вампірський вестерн». У головних ролях — Шейла Ванд, Араш Маранді, Можан Марно, Маршалл Манеш і Домінік Рейнс. Фільм частково профінансований кравдфандинґовою кампанією на Indiegogo.
Дія розгортається в «іранському місті-привиді» та зображує вчинки «самотнього вампіра». Прем'єра фільму відбулася 20 січня 2014 року у рамках програми «Next» на кінофестивалі «Санденс».

## Сюжет
Молодий іранець на ім'я Араш живе зі своїм героїнозалежним батьком Хоссейном і піклується про нього. Їх переслідує жорстокий сутенер-наркоторговець на ім'я Саїд. Через борги батька він забирає дорогу машину Араша, зароблену важкою працею.
Користуючись нагодою, Араш викрадає пару діамантових сережок у заможної молодої жінки Шайди, на яку він працює, щоб розрахуватися з Саїдом і повернути автомобіль.
Саїд натрапляє вночі на дивну молоду жінку в чадрі, яка зголошується піти з ним. Перебуваючи у квартирі Саїда, вона перетворюється на вампіра і спочатку відкушує йому палець, а потім кидається на його шию, вбиваючи його. Залишаючи помешкання, вона проходить повз Араша, який прийшов, щоб запропонувати сережки за свою машину. Він знаходить Саїда мертвим і забирає ключі від машини разом із валізою наркотиків і готівкою. Араш вирішує продати наркотики, що дозволить йому залишити роботу на Шайду. Пізніше він відправляється на костюмовану вечірку у нічний клуб у костюмі Дракули, де Шайда переконує його прийняти одну з таблеток екстазі, які він продає. Під впливом наркотиків він втрачає орієнтацію і губиться вночі на вулиці.
Жінка у чадрі проводить час, слухаючи музику на самоті у своїй квартирі, катаючись на скейтборді або знущаючись з пішоходів вночі, поки не натрапляє на загубленого Араша. Вона запрошує його до себе додому, де вони разом слухають музику і проводять ніч. Вона поборює свій природний потяг вкусити його в оголену шию. Наступної ночі вона каже, що робить жахливі речі. Араш не збентежений цим. Він дарує діамантові сережки і, на її прохання, проколює їй вуха шпилькою, але вона зрештою йде.
Повію Атті, яка працювала на Саїда, вночі переслідує жінка у чадрі. Зрештою вони опиняються у квартирі повії. Жінка віддає Атті плату, яку їй заборгував Саїд.
У наступному епізоді Хоссейн, який страждає від героїнової абстиненції, вчиняє у помешканні безлад, вірячи, що кіт Араша — це його померла дружина, яка стежить за ним. Розлючений Араш дає Хоссейну наркотики, гроші та виганяє його, наказавши взяти з собою кота. Хоссейн йде до Атті і змушує її прийняти героїн. Їх знаходить жінка у чадрі, яка вбиває Хоссейна. Вони позбавляються тіла Хоссейна. Атті каже жінці взяти кота й піти.
Наступного ранку Араш знаходить тіло Хоссейна. Засмучений, він біжить до квартири жінки у чадрі і просить її втекти з ним. Коли вона збирає свої речі, з'являється кіт. Араш розуміє, що вона причетна до смерті його батька. Араш і жінка їдуть разом у машині. З часом він сердитий з'їжджає з дороги на узбіччя, не знаючи що робити. Зрештою, після роздумів, Араш повертається до машини, і двоє продовжують свою подорож далі.

## Акторський склад
- Шейла Ванд[en] — дівчина у чадрі;
- Араш Маранді — Араш;
- Можан Марно[en] — Атті;
- Маршалл Манеш[en] — Хоссейн;
- Домінік Рейнс — Саїд;
- Ромі Шаданлу — Шайда[10].

## Виробництво
Раніше короткометражний фільм Ани Лілі Амірпур з такою ж назвою демонструвався на фестивалях. Він отримав нагороду Іранського кінофестиваля Noor як найкращий короткометражний фільм.
У липні 2012 року для фінансування повнометражної версії фільму була запущена кампанія на Indiegogo. 27 серпня 2012 року мета кампанії у 55 000 доларів США була перевищена; загальна сума проєкту склала 56 903 долари, зібраних 290 спонсорами.
Стрічка була знята протягом двадцяти чотирьох днів у місті Тафт в окрузі Керн на півдні Каліфорнії. Це дозволило Ані Лілі Амірпур уникнути обмежень на зйомки, що існують в Ірані — необхідність отримання дозволу на зйомку, цензура контенту, заборона майже всіх зображень фізичного романтичного кохання.
Прем'єра фільму відбулася на кінофестивалі «Санденс» 2014 року .
В інтерв'ю Амірпур розповіла про свої стосунки з кіновиробництвом:

## Стиль
Фільм знятий цифровим способом анаморфотною оптикою, які Амірпур і Вінсент вибрали, щоб підкреслити похмуру, потойбічну атмосферу фільму.
Амірпур заявила, що графічні романи є для неї головним джерелом натхнення. Візуальна мова фільму не відрізняється від мови коміксів з її «висококонтрастною монохромною естетикою». Крім того, вигадане місце дії фільму може бути натяком на «Місто гріхів» Френка Міллера.
Амірпур сказала, що вона змушувала своїх акторів дивитися «Носферату» та багато спагеті-вестернів, готуючись до своїх ролей.
Вона також сказала, що «кожна частина історії, кожен персонаж, кожен костюм, кожен фрагмент музики» — це те, що вона «любить до одержимості».

## Саундтрек
У січні 2014 року лейбл Death Waltz Records випустив лімітовану вінілову версію саундтреку та супроводжуючої обкладинки альбому.

## Відгуки
На вебсайті агрегатора рецензій Rotten Tomatoes фільм отримав рейтинг схвалення 96 % на основі відгуків 135 критиків із середньою глядацькою оцінкою 7,5/10 та статус «Сертифікована свіжість». Консенсус критиків вебсайту говорить, що стрічка «поєднує звичайні елементи у щось блискуче оригінальне і служить вражаючою візитною карткою сценариста та режисера Ани Лілі Амірпур».
У листопаді 2022 року фільм увійшов до списку десяти найвидатніших фільмів про вампірів, складеному Британським інститутом кінематографії за результатами опитування кінокритиків та режисерів.

## Адаптації
Фільм був адаптований до серії графічних романів із шести частин, опублікованої Radco 2014 року. Серіал досліджує передісторію дівчини в чадрі за допомогою мистецтва Майкла ДеВіза.
Бельгійський гурт The Black Heart Rebellion створив альтернативний саундтрек для фільму, кілька разів відтворив його наживо під час показу фільму у фоновому режимі та випустив його як альбом 2018 року.